# Born Globals
Born Globals ist ein Begriff aus der Entrepreneurship- und Innovationsforschung. Es bezeichnet junge Unternehmen, die sehr früh, meist unmittelbar nach dem Start, auf eine internationale Ausrichtung setzen. Der Begriff tauchte Mitte der 1990er Jahre auf und beschreibt die Folgen der Globalisierung und deren technologische und kulturelle Auswirkungen. Ein Beispiel für ein solches Unternehmen ist das 2003 gegründete Skype.